# Mattanza

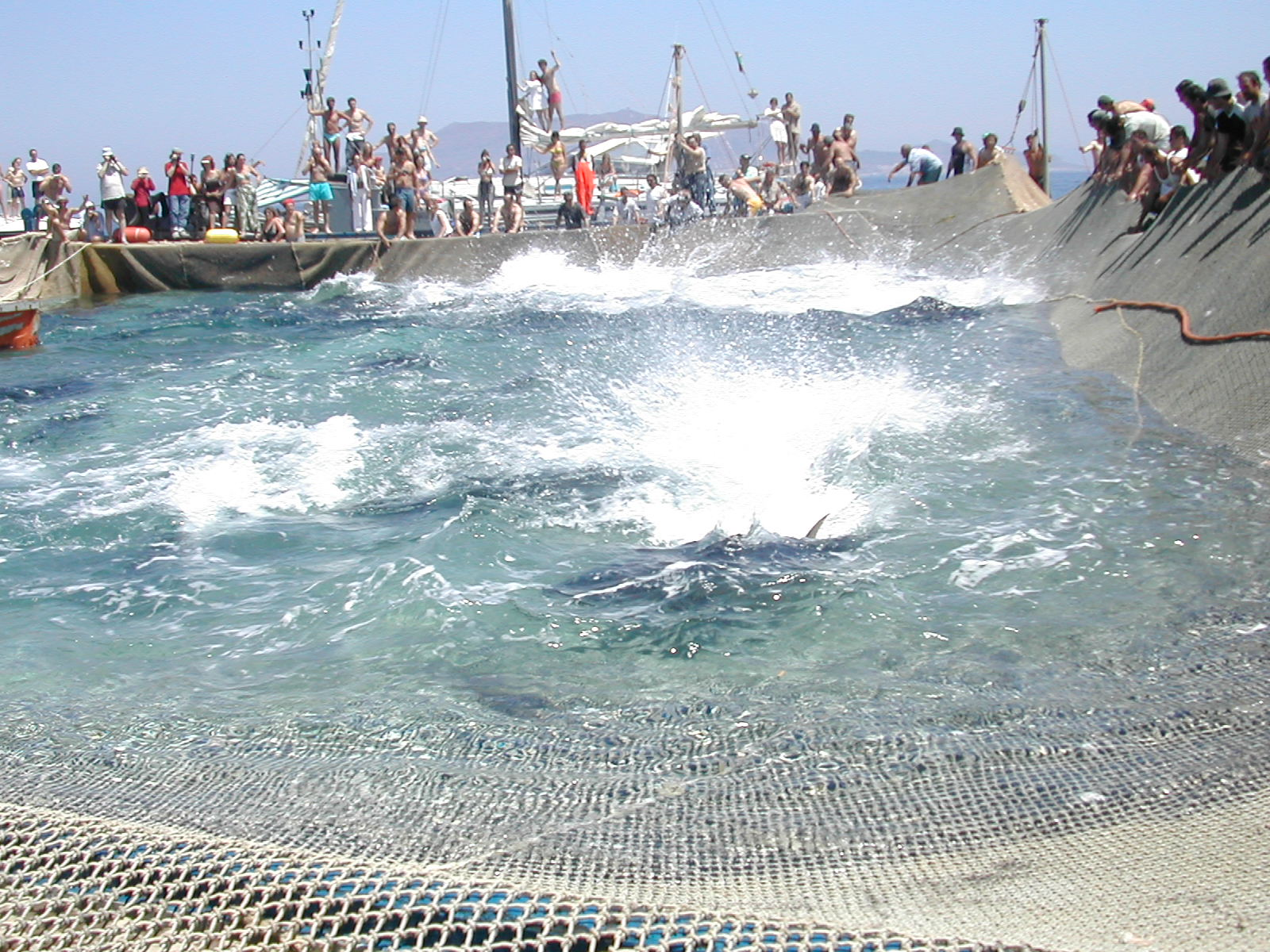
Mattanza a Favignana.

La mattanza è un antico metodo di pesca del tonno rosso, ad oggi ormai quasi del tutto in disuso. Questa usanza tradizionale sviluppata nelle tonnare è tipica soprattutto nella provincia di Trapani. 
Le carni del tonno pescato nella mattanza sono più gustose e pregiate perché si tratta di esemplari oltre i 100 kg, spesso con le gonadi del pesce, e si esportano molto sui mercati giapponesi che ne richiedono in grande quantità per consumarlo prevalentemente crudo.
Questo tipo di pesca però va quasi scomparendo a causa della diminuzione della popolazione ittica dei tonni per l'inquinamento crescente del mare, ma soprattutto a causa della pesca di tipo industriale che intercetta i banchi di tonni molto prima che questi si avvicinino alle zone costiere, con le tonnare volanti.

## La storia

### Le origini
La pesca del tonno ha origini antiche, legata alla nascita delle primi nuclei di umanità primitiva che si erano stabiliti lungo i litorali, e i quali si rivolsero al mare per trarre il loro sostentamento. L'uomo primitivo incominciò ad affinare le sue tecniche di pesca ottenendo così una maggiore produttività. L'oggetto della pesca erano in particolare le specie di pesci che si radunavano in zone della costa dove l'acqua era più bassa per la deposizione delle uova. Queste specie di pesci sarebbero state quelle più facili da catturare con rudimentali attrezzi primitivi. L'attenzione dei pescatori sarebbe stata sempre rivolta verso quelle specie di pesci che erano caratterizzate da una spiccata gregarietà, che consentiva una più facile cattura nell'avvicendarsi presso la riva di raggruppamenti molto compatti, il che riduceva di molto la possibilità di errore. Una specie che rispecchiava a pieno queste caratteristiche era il tonno rosso. Già dalla civiltà mesopotamica, sono stati trovati grossi ami di rame che sicuramente venivano utilizzati per la pesca del tonno.
Couch J. (1867) sosteneva che i primi pescatori di tonni furono i Cananei delle città costiere, che catturavano grandi animali marini, indicati con il nome ebreo e/o fenicio di Than, perfezionando i sistemi di cattura ed allontanandosi sempre di più dalle coste per seguire gli ampi e periodici spostamenti di questi grandi pesci.
Con il passare dei secoli la pesca del tonno incomincia ad essere praticata in tutto il Mar Mediterraneo poiché si conosceva il percorso di migrazione, chiamato anche viaggio d'amore di questo grande pesce. I tonni entravano dallo stretto di Gibilterra nel periodo di Aprile/Maggio grossi e carichi di uova, e le depongono sulle coste bagnate dal Mar Mediterraneo. Così la pesca del tonno diventa una vera e propria fonte di guadagno per i popoli delle coste, che si specializzarono nella pesca di questo grande pesce, che con le sue migrazioni molto frequenti e numerose assunse ben presto un valore rilevante nell'economia delle città costiere. La sapidità della loro carne si presta a gustose manipolazioni ed a lunghe conservazioni. Chiamato anche maiale di mare.

## Le mattanze tradizionali

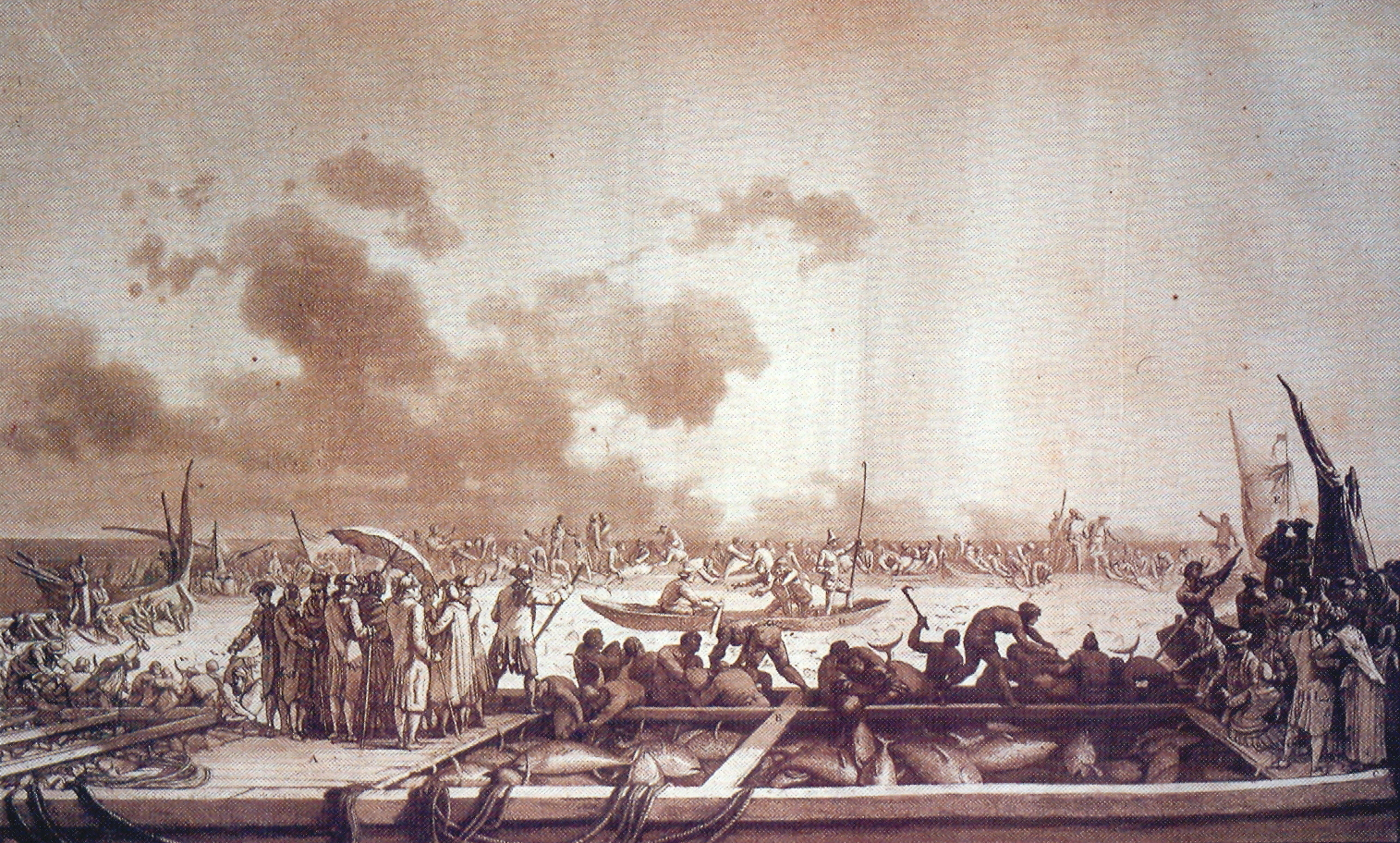
La mattanza in Sicilia, in una acquaforte del 1782 di Jean-Pierre Houël

Nelle tonnare siciliane (Trapani, Favignana, Capo Passero, Formica, Bonagia, Scopello, Castellammare del Golfo, San Vito Lo Capo, Portopalo e Capo Granitola) e in quelle sarde (Sant'Antioco, Portoscuso, Porto Paglia, Carloforte, Stintino) nei secoli le più floride e importanti del Mediterraneo, la pesca avveniva attraverso la mattanza. 
Il lavoro dei tonnaroti iniziava in aprile quando vengono poste in mare una serie di reti che possono raggiungere anche i 4 o 5 km a formare le varie "camere" e, data la loro disposizione, inducono i tonni ad addentrarsi sempre più nelle maglie interne fino ad arrivare alla cosiddetta "camera della morte". In maggio, dalle tonnare, partono le barche, una sorta di chiatte, che agli ordini del rais parteciperanno alla mattanza. Questa viene compiuta accerchiando le reti dell'ultima camera, quella della morte, e tirandone poco a poco sulle barche i lembi esterni finché affiorano i tonni che vengono presi dalle barche con degli arpioni che causano la perdita del sangue dei pesci.
L'ultima mattanza in Sicilia si è svolta nella tonnara di Favignana nel 2007. Nel 2015 in Sardegna si è svolta una sola mattanza, tra Portoscuso e Carloforte. Il Ministero delle politiche agricole alimentari e forestali autorizza l'esercizio di sei tonnare fisse in Italia: Isola piana e Cala Vinagra (Carloforte), Capo Altano e Porto Paglia (Portoscuso), Favignana, Camogli.

## Usi alternativi del termine
Il termine "mattanza" è anche utilizzato per indicare i periodi di maggiore crudezza delle guerre di mafia o dell'azione violenta delle organizzazioni criminali mafiose contro i loro oppositori.

## Film sulla mattanza
- Contadini del mare, regia di Vittorio De Seta, 1955, Astra Cinematografica (documentario)
- Diario di tonnara, Regia di Giovanni Zoppeddu, 2018 (documentario)